# Unieterritorium
Een unieterritorium is een bestuurlijke eenheid in India, die, anders dan de deelstaten, direct vanuit New Delhi door de centrale Indiase regering wordt bestuurd. India telt acht unieterritoria.

## Overzicht
| Territorium                           | Opmerkingen                                                                                 | Hoofdstad                       |
| ------------------------------------- | ------------------------------------------------------------------------------------------- | ------------------------------- |
| Andamanen en Nicobaren                | bestaande uit de eilandengroepen Andamanen en Nicobaren                                     | Port Blair                      |
| Chandigarh                            | stadsterritorium                                                                            | Chandigarh                      |
| Dadra en Nagar Haveli en Daman en Diu | in 2020 samengesteld uit de voormalige unieterritoria Dadra en Nagar Haveli en Daman en Diu | Daman                           |
| Delhi                                 | heeft sinds 1991 officieel de status van "nationaal hoofdstedelijk territorium"             | New Delhi                       |
| Jammu en Kasjmir                      | in 2019 ontstaan uit de gelijknamige voormalige deelstaat Jammu en Kasjmir                  | Srinagar (zomer) Jammu (winter) |
| Laccadiven                            | officiële naam: Lakshadweep                                                                 | Kavaratti                       |
| Ladakh                                | in 2019 ontstaan uit de voormalige deelstaat Jammu en Kasjmir                               | Leh (zomer) Kargil (winter)     |
| Puducherry                            | bestaande uit vijftien verspreide enclaves                                                  | Puducherry                      |